# Drănic
Drănic est une commune roumaine située dans le județ de Dolj.